# Dots and Loops
Dots and Loops è il quinto album discografico in studio del gruppo musicale inglese Stereolab, pubblicato nel 1997.

## Tracce
Testi e musiche di Lætitia Sadier e Tim Gane, eccetto dove indicato.
1. Brakhage – 5:30
2. Miss Modular – 4:29
3. The Flower Called Nowhere – 4:55
4. Diagonals – 5:15
5. Prisoner of Mars – 4:03
6. Rainbo Conversation – 4:46
7. Refractions in the Plastic Pulse – 17:32 (Sadier, Gane, Andy Ramsay)
8. Parsec – 5:34
9. Ticker-tape of the Unconscious – 4:45
10. Contronatura – 9:03

Bonus track
1. Off-On (solo edizione giapponese) – 5:25

## Formazione[1]
Gruppo
- Lætitia Sadier - voce
- Tim Gane - chitarra
- Andy Ramsay - batteria
- Mary Hansen - chitarra, voce
- Morgan Lhote - tastiere
- Richard Harrison - basso

Collaboratori
- Rebecca McFaul, Shelley Weiss, Poppy Branders, Maureen Loughnane - archi
- Paul Mertens, Dave Max Crawford, Jeb Bishop, Ross Reed - ottoni
- Sean O'Hagan - piano, piano Rhodes, organo Farfisa
- Xavier "Fischfinger" Fischer - piano
- John McEntire (Tortoise) - sintetizzatore, percussioni, vibrafono, marimba
- Andi Toma (Mouse on Mars)- percussioni elettriche, effetti
- Jan St. Werner (Mouse on Mars) - effetti, corni